# Henry Wirtz Thomas
Henry Wirtz Thomas (* 20. Oktober 1812 in Leesburg, Virginia; † 22. Juni 1890 in Fairfax, Virginia) war ein US-amerikanischer Politiker. Zwischen 1875 und 1878 war er Vizegouverneur des Bundesstaates Virginia.

## Werdegang
Henry Thomas besuchte ein College in Washington, D.C. Nach einem anschließenden Jurastudium und seiner Zulassung als Rechtsanwalt begann er in diesem Beruf zu arbeiten. Seit 1833 lebte er in Fairfax. 1837 wurde er als Major Mitglied der Staatsmiliz von Virginia. Im Jahr 1838 wurde er Bezirksstaatsanwalt im Fairfax County. Gleichzeitig schlug er eine politische Laufbahn ein. Welcher Partei er damals angehörte, ist nicht überliefert. In den Jahren 1841 und 1842 sowie nochmals von 1847 bis 1848 saß er im Abgeordnetenhaus von Virginia; von 1850 bis 1863 sowie von 1871 bis 1875 gehörte er dem Staatssenat an. Im Jahr 1861 setzte er sich entschieden für den Austritt seines Staates aus der Union ein.
Im April 1865 war er Mitglied einer kleinen Kommission, die sich in Richmond unmittelbar nach der Kapitulation der Konföderierten Staaten mit Präsident Abraham Lincoln kurz vor dessen Ermordung traf, um die Zukunft Virginias zu diskutieren. Er wurde nun Mitglied der Republikanischen Partei. Nach dem Rücktritt von Vizegouverneur Robert E. Withers, der in den US-Senat wechselte, wurde Thomas dessen Nachfolger. Dieses Amt bekleidete er zwischen Januar 1875 und Januar 1878. Dabei war er Stellvertreter von Gouverneur James Lawson Kemper und Vorsitzender des Staatssenats. Bereits seit 1866 war er Bezirksrichter im Fairfax County. Dieses Amt übte er neben seiner politischen Tätigkeit bis kurz vor seinem Tod aus. Er starb am 22. Juni 1890 in Fairfax.